# Ono, Hyōgo
Ono (小野市 Ono-shi) là một thành phố ở tỉnh Hyōgo, Nhật Bản.
Năm 2003, thành phố này có dân số khoảng 49.643 người với mật độ dân số 529,92 người trên mỗi km². Diện tích của thành phố này là 93,68 km². Thành phố được thành lập ngày 1 tháng 12 năm 1954.